# Theater an der Wien
El Theater an der Wien és un teatre històric de Viena, en funcionament des de 1801.

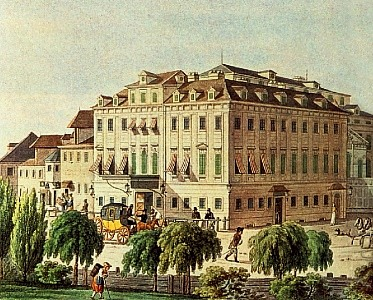
El Theater an der Wien a les primeries del, gravat de Jakob Alt.

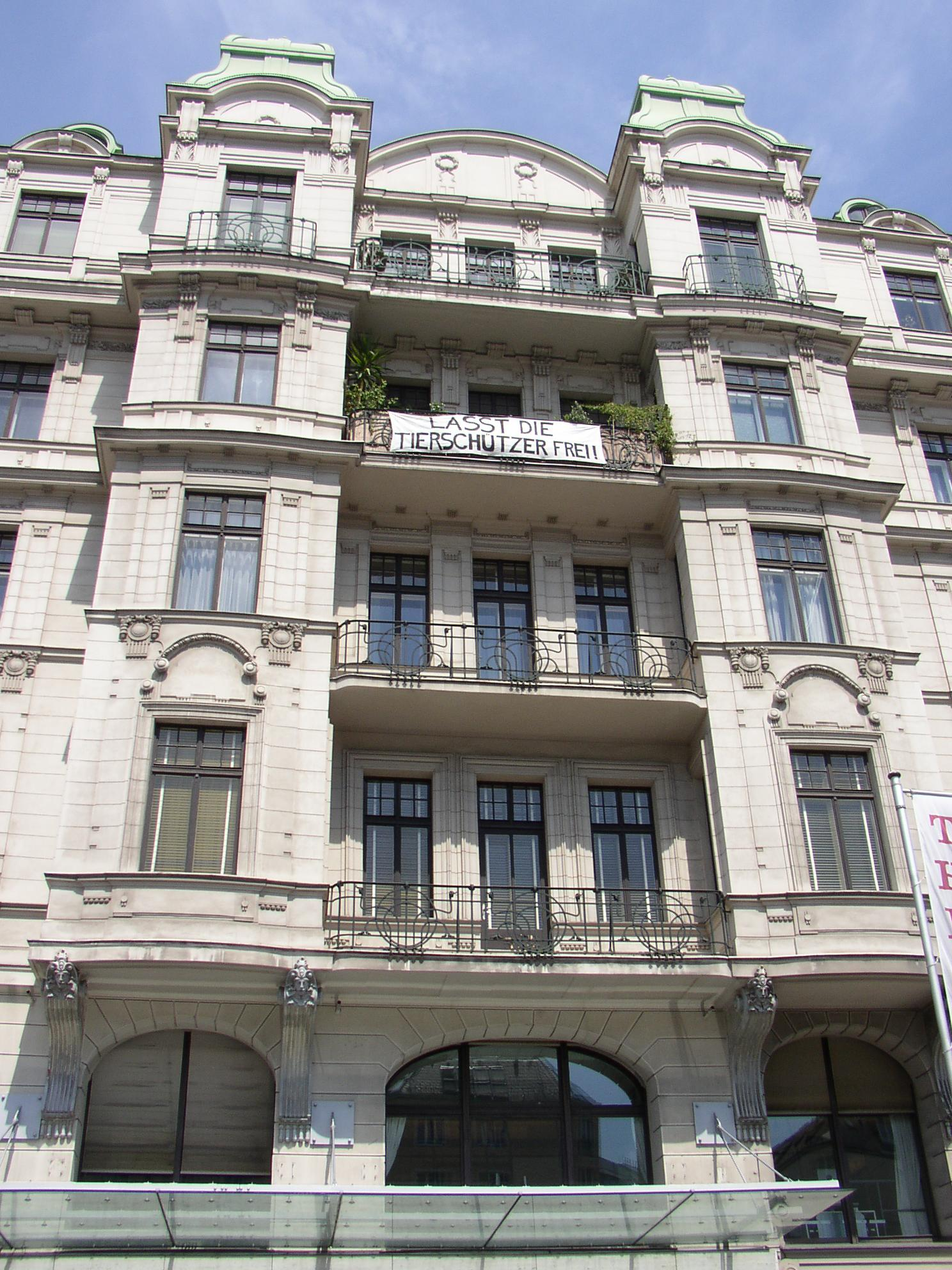
Theater an der Wien: façana principal avui dia.

Va ser concebut per l'empresari teatral Emanuel Schikaneder de Viena, personatge més conegut com a llibretista i col·laborador de Mozart en l'òpera La flauta màgica (1791). A Schikaneder se li havia concedit una llicència imperial l'any 1786 per a construir un teatre nou, però no va ser fins a l'any 1798 que es va sentir preparat per a aprofitar aquesta autorització.
L'edifici va ser projectat en estil Imperi per l'arquitecte Franz Jäger; la construcció es va concloure l'any 1801. Només es conserva una part de l'edifici original: la "porta de Papageno", que és un monument a Schikaneder, qui va representar el paper de Papageno en l'estrena de La flauta màgica, un paper escrit especialment per a ell. Se'l mostra en companyia dels seus tres fills, que van representar els Tres Infants en la mateixa òpera.

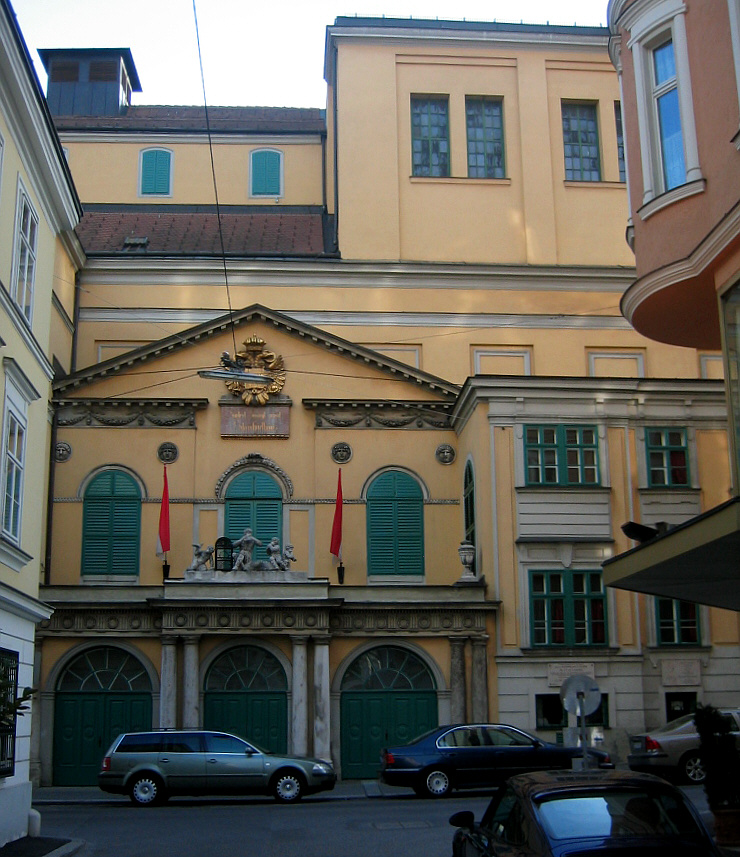
Theater an der Wien (la porta Papageno a Millöckergasse)

Tot i que "Wien" és Viena en alemany, el "Wien" del nom del teatre és realment el nom del riu de Viena (Wienfluss), que alguna vegada va fluir prop del teatre; "an der Wien" significa "a la vora del Wien". Avui el riu està cobert, i al seu lloc hi ha el Naschmarkt, un mercat a l'aire lliure.
El teatre es va inaugurar el 13 de juny de 1801 amb un pròleg escrit per Schikaneder, seguit per l'òpera Alexander d'Alexander Teyber. D'acord amb el diccionari New Grove, era el «més pròdigament equipat i un dels més grans teatres del seu temps».

## Estrenes històriques

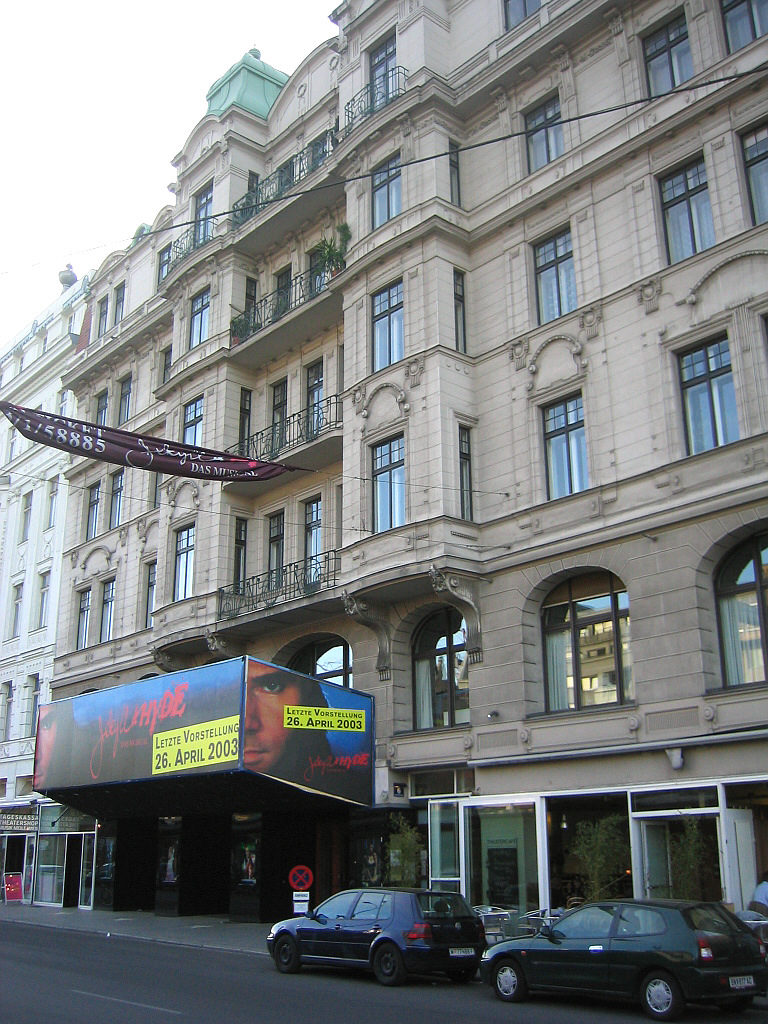
Theater an der Wien (vestíbul d'entrada cap a Naschmarkt)

Com a teatre prominent en una ciutat artísticament vital, el Theater an der Wien ha estat seu d'estrenes de nombroses obres de teatre i música que es prolonguen fins als nostres dies, entre les quals cal esmentar (en negreta, les obres més importants en cada gènere):
- 1805 (20 de novembre) L'òpera de Ludwig van Beethoven Fidelio. Beethoven va viure en un habitatge al costat del teatre, per invitació de Schikaneder, durant part del temps de la seua composició.
- Altres estrenes de Beethoven: 
  - 1803 (5 d'abril) Simfonia núm. 2
  - 1805 (7 d'abril) Simfonia núm. 3
  - 1806 (23 de desembre) Concert per a violí
  - 1808 (22 de desembre) Simfonia núm. 5 i Simfonia núm. 6, la Fantasia coral i el Concert per a piano núm. 4.
- 1810 Des Käthchen von Heilbronn, drama de Heinrich Von Kleist
- 1817 Die Ahnfrau, drama de Franz Grillparzer
- 1823 Rosamunde, Fürstin von Zypern (Rosamunde, princesa de Xipre), una obra teatral de Wilhelmine Von Chézy, amb música incidental de Franz Schubert
- 1844 Der Zerrissene de Johann Nepomuk Nestroy
- 1860 Des Pensionat, opereta de Franz von Suppé
- 1871 Indigo und die 40 Räuber opereta de Johann Strauss
- 1874 (5 d'abril) El ratpenat, opereta de Johann Strauss
- 1881 Der lustige Krieg de Johann Strauss
- 1882 Der Bettelstudent de Karl Millöcker
- 1885 Der Zigeunerbaron de Johann Strauss
- 1887 Bellmann de Franz von Suppé
- 1891 Der Vogelhändler de Carl Zeller
- 1894 Der Obersteiger de Carl Zeller
- 1898 (5 de gener) Der Opernball de Richard Heuberger
- 1902 Wiener Frauen de Franz Lehár
- 1905 (30 de desembre) La vídua alegre de Franz Lehár
- 1908 (14 de novembre) El soldat de xocolata d'Oscar Strauss
- 1932 Sissy de Fritz Kreisler
- 1968 Der Mann von La Mancha de Mitch Leigh, estrena en alemany
- 1972 Helden, Helden d'Udo Jürgens
- 1990 Freudiana d'Eric Woolfson i Brian Brolly

La sala va experimentar una edat d'or durant la prosperitat de l'opereta vienesa, i des de 1945 a 1955 va ser una de les seus temporals de l'Òpera Estatal de Viena, l'edifici de la qual havia estat destruït pel bombardeig aliat durant la Segona Guerra Mundial.
L'any 1955, el Theater an der Wien va ser tancat per raons de seguretat. Va llanguir sense ús per diversos anys, i pels anys 1960, va sorgir l'amenaça que seria convertit en un aparcament (era la mateixa era de la "renovació urbana", la que en Estats Units quasi destrueix el Carnegie Hall). Afortunadament, l'any 1962 el teatre va trobar un nou i encertat paper com a seu per al teatre musical contemporani. S'hi han estrenat molts musicals en anglès. L'any 1992 s'hi va estrenar el musical Elisabeth (sobre l'emperadriu austrohongaresa Sissi, muller de Francesc Josep I d'Àustria, amb llibret de Michael Kunze i música de Sylvester Levay.
L'any 2006, aniversari de Mozart, el Theater an der Wien, va obrir de nou les seues sales per a l'òpera, especialment per a les obres del període clàssic. El concert inaugural, el 8 de gener, va ser dirigit per Plácido Domingo.